# ميغل ألبا
ميغل أنخيل ألبا (بالإسبانية: Miguel Ángel Alba) (ولد في 11 أغسطس 1988 في ماريه ديل بلاتا، محافظة بوينس آيرس) وهو لاعب كرة قدم أرجنتيني يلعب حاليا كمهاجم ل‍نادي بيركيركارا في الدوري المالطي الممتاز.

## وصلات خارجية
- ميغل ألبا على موقع قاعدة بيانات كرة القدم.إي يو (الإنجليزية)
- ميغل ألبا على موقع Soccerway.com (الإنجليزية)

- Profile at BDFA (بالإسبانية)
- Profile at Ceroacero (بالإسبانية)
- Profile at Soccerway (بالإسبانية)